# Kbk wz. 2002 BIN
Das Kbk wz. 2002 BIN (Karabiner Model 2002) ist ein Sturmgewehr aus polnischer Produktion.
Die Waffe ist ein Gasdrucklader im Bullpup-Design und beruht zu großen Teilen auf dem bewährten Sturmgewehr Kbs wz. 1996 Beryl. Handschutz und andere Abdeckungen sind aus Holz gefertigt.
Aufgrund der Bauweise ist die Waffe gegenüber dem 1996 Beryl kürzer, was im Hinblick auf Handhabbarkeit im Häuserkampf und Transport Vorteile bietet, ohne dass die Präzision leidet. Der gegenüber einem klassischen Sturmgewehr nach hinten verlagerte Schwerpunkt erfordert das Aufbringen einer Gegenkraft durch den Schützen und bedarf der Gewöhnung.